# Signochrysa buruensis
Signochrysa buruensis är en insektsart som först beskrevs av Peter Esben-Petersen 1929. 
Signochrysa buruensis ingår i släktet Signochrysa och familjen guldögonsländor. Inga underarter finns listade i Catalogue of Life.